# Gozdna bekica
Gozdna bekica (znanstveno ime Luzula sylvatica) je šopasta zimzelena trajnica iz družine ločkovk, ki je razširjena tudi v Sloveniji.

## Opis
Listi rastline so dolgi med 10 in 30 cm, v širino pa dosežejo do 1 cm.